# Машинская, Светлана Владимировна
Ма́шинская Светла́на Влади́мировна (6 февраля 1921, Япония — 6 марта 2007 — художник-живописец советского и постсоветского периода, педагог, участница Великой Отечественной войны.

## Биография
Родилась 6 февраля 1921 года в Японии, куда её родители эмигрировали, не признав революцию. Но в 1923 году семья вернулась на Родину и поселилась в подмосковном посёлке Жаворонки. В 1936 г. Светлана поступила в художественное училище Памяти 1905 года. Училась у Г. Г. Ряжского, П. И. Петровичева и Н. П. Крымова. В студенческие годы Светлана Машинская увлекалась работами русских мастеров — Михаила Врубеля и особенно Виктора Борисова-Мусатова. Вскоре художница познакомилась с произведениями импрессионистов. Они оказали огромное влияние на все её дальнейшее творчество.
В 1939 году Светлана выходит замуж за студента старшего курса -Николая Кондрашина, они вместе продолжают заниматься творчеством и изучать работы великих мастеров, главным образом французских импрессионистов.
Во время войны С. В. Машинская работала сначала на фабрике, на трудовом фронте валила лес, потом ушла добровольцем на фронт. Попала на ленинградском фронт, работала санитаром-носильщиком. Была отмечена государственными наградами.
После войны окончила МГУ, филологический факультет, затем аспирантуру. Одновременно в свободное от учёбы время Светлана продолжала заниматься живописью. С 1952 года — участие в выставках. Сразу же после первой выставки молодую художницу приняли в МТХ, позже преобразованное в Комбинат живописного искусства. Здесь она проработала до распада Советского Союза, объездив весь СССР с творческими командировками. Ряд работ был отмечен и удостоен премиями.
Член Союза Художников СССР с 1964 года.

## Творчество
Результатом творческих поездок в Казахстан, Узбекистан, на Амур, Сахалин, в Переславль-Залесский, Киров и другие города и республики СССР явились серии пейзажей. Изображение природы занимает главное место в творчестве художницы.

## Основные произведения
- «Тишина» (1967)
- «Воспоминание» (1972),
- «Катя» (1972—1973),
- «Автопортрет» (1973),
- «Сестры» (1974),
- «Лунная соната» (1975),
- «У вечного огня» (1977),
- «Осень в Волоколамске» (1978),
- «Туристы на озере Имандра» (1979),
- «В горах» (1983).
- «На даче» (1990).

## Творческое наследие
Картины С. В. Машинской находятся в музеях, галереях и домах культуры, в частности: Министерство Культуры СССР; Совет Министров Казахстана; морское пароходство г. Владивосток; музей г. Черкассы; музей г. Целиноград; музей г. Нукус; музей г. Ульяновск; музей г. Барнаул; музей г. Аркалык; музей г. Бухара; галерея г. Череповец; школа-интернат г. Острогожск; галерея г. Благовещенск; галерея совхоза Тамбовский Амурской обл.; галерея г. Курск; галерея г. Тольятти; галерея г. Александров; дом Культуры г. Тюмень; дом культуры г. Чиили; дом культуры с. Нагорье Ярославской обл.; дом культуры г. Орел; дом культуры г. Ом; дом культуры совхоза Чернышевский Томской обл.; дом культуры г. Лиски; гостиница «Лапландия»; дом культуры г. Анива, Сахалин.
Большая часть творческого наследия С. В. Машинской была приобретена в начале 90-х годов XX века итальянской галереей «GALLERIA D’ARTE CINQUANTASEI» из города Болонья. В Италии изданы каталоги, монографии и книги о её творчестве. Прошли многочисленные выставки в Италии и других странах. Работы находятся в галереях и частных коллекциях по всему миру.

## Выставки
- 1952 г. — выставка в МГУ;
- — выставка молодых художников Москвы;
- — выставка самодеятельных художников;
- 1955—1956 гг.. — выставка молодых художников Москвы;
- 1959 г. — выставка московских художников в честь XXI съезда КПСС;
- 1960 г. — выставка московских художников в честь 50-летия празднования 8 Марта;
- 1962 г. — выставка живописи и скульптуры московских художников;
- 1966 г. — выставка художников-ветеранов ВОВ;
- 1967 г. — выставка художников-ветеранов ВОВ;
- 1969 г. — выставка московских художников;
- 1971 г. — 4-я выставка ветеранов ВОВ;
- 1972 г. — весенняя выставка московских художников;
- 1973 г. — выставка «Памятники архитектуры»;
- 8-я выставка художников-ветеранов ВОВ;
- 1974 г. — 9-я выставка художников-ветеранов ВОВ;
- — осенняя выставка московских художников;
- 1975 г. — весенняя выставка московских художников;
- 1978 г. — выставка художников для детей;
- — 12-я выставка художников-ветеранов ВОВ;
- 1979 г. — весенняя выставка московских художников;
- — 8-я выставка художников-ветеранов ВОВ;
- 1980 г. — 14-я выставка художников-ветеранов ВОВ;
- 1984 г. — 15-я выставка художников-ветеранов ВОВ;
- 1986 г. — коллективная выставка 5 художниц;
- 1988 г. — коллективная выставка 5 художниц;
- — 19 выставка художников-ветеранов ВОВ;
- 1991 г. — выставка в Манеже;
- 2002 г. — участие в выставке «70 лет МСХ»;
- 2007 г. — участие в выставке «75 лет МСХ» в ЦДХ (посмертно);
- 2010 г — участие в выставке «Николай Кондрашин и ученики» (посмертно) МВК МАХЛ РАХ, г. Москва.

## Награды
- орден Отечественной войны II степени
  - Медаль «За оборону Ленинграда»
  - Медаль «За победу над Германией в Великой Отечественной войне 1941—1945 гг.»
  - «Ветеран труда»